# Mirdza Kempe
Mirdza Kempe (ur. 27 stycznia?/9 lutego 1907 w Lipawie, zm. 12 kwietnia 1974 w Rydze) – łotewska poetka.

## Życiorys
Mirdza Ķempe urodziła się w Lipawie na Łotwie. Szkołę podstawową i średnią ukończyła w rodzinnym mieście. W 1927 roku rozpoczęła studia na Uniwersytecie Łotwy w Rydze, ale z powodu braku środków musiała zrezygnować. W 1928 roku zaczęła pracę w radiu. W 1931 roku wyszła za mąż za pisarza Eriksa Ādamsonsa. Podczas II wojny światowej została ewakuowana do Moskwy, Astrachania i Iwanowa. Na Łotwę wróciła w 1944 roku. Pracowała w teatrze lalek jako dyrektor artystyczny. W latach 1948–1972 pracowała jako konsultant w Łotewskim Związku Pisarzy. W latach 60. XX wieku zainteresowała się kulturą indyjską, popularyzując nauki Shirdi Sai Baby, i korespondowała z Indirą Gandhi. W 1958 roku wyszła po raz drugi za mąż, za Linardsa Naikovskisa.

## Twórczość
Tłumaczyła utwory z rosyjskiego, angielskiego, niemieckiego, hiszpańskiego i francuskiego. Pisała sztuki teatralne, miniatury liryczne i wiersze. Pierwszy wiersz opublikowała w 1923 roku w gazecie Kurzemes Vārds. Za życia opublikowała 8 tomików.

## Nagrody
- 1958 – Nagroda Państwowa Łotewskiej SRR(inne języki)[4]
- 1958 – Order Czerwonego Sztandaru Pracy[4]
- 1971 – tytuł doctora honoris causa Uniwersytetu Viśva-Bharati[5]

## Upamiętnienie
- 9 lutego 1989 roku w Lipawie został odsłonięty pomnik, którego projekt przygotowała Ingūna Rībena, a rzeźbę wykonała Ligita Ulmane. Kamienna postać ma twarz poetki wykonaną w brązie[6].